# Madruga
Madruga è un comune di Cuba, situato nella provincia di Mayabeque.